# Scoliophthalmus
Scoliophthalmus is een vliegengeslacht uit de familie van de halmvliegen (Chloropidae).

## Soorten
- S. trapezoides Becker, 1903